# كلارك بريتكريوز
كلارك بريتكريوز (بالألمانية: Clarke Breitkreuz)‏ هو لاعب هوكي الجليد ألماني، ولد في 28 نوفمبر 1991.

## وصلات خارجية
- كلارك بريتكريوز على موقع EliteProspects.com (الإنجليزية)
- كلارك بريتكريوز على موقع HockeyDB.com (الإنجليزية)